# Saint-Laurent-de-Carnols
Saint-Laurent-de-Carnols é uma comuna francesa na região administrativa de Occitânia, no departamento de Gard. Estende-se por uma área de 10,15 km². Em 2010 a comuna tinha 505 habitantes (densidade: 49,8 hab./km²).